# Elecciones provinciales de Corrientes de 1948
Las elecciones generales de la provincia de Corrientes de 1948 tuvieron lugar el 5 de diciembre del mencionado año con el objetivo de restaurar la constitucionalidad de la provincia luego de la intervención federal realizada por el gobierno de Juan Domingo Perón en septiembre de 1947. Fue la última elección en todo el territorio argentino en la que no votaron las mujeres.
A fin de evitar lo sucedido en los anteriores comicios, en los que la oposición logró tomar el control de la provincia (siendo la única provincia donde no ganó el peronismo), el gobierno peronista trazó una rebuscada estrategia legal para modificar el sistema electoral a su favor sin violentar directamente la Constitución Provincial. De este modo, aunque se mantuvo el sistema de Colegio Electoral Provincial, se modificó la ley electoral para recurrir a un sistema de lista partidaria, lo que exigiría a todas las fuerzas políticas a presentar una sola candidatura y, de este modo, se lograría una forzada polarización.
El interventor Juan Filomeno Velazco, del Partido Peronista (PP), obtuvo una resonante victoria con el 61,25% de los sufragios. Se impuso en todos los departamentos, lo que representó que obtuviera todos los 32 escaños del Colegio Electoral Provincial. Solo hubo dos candidatos aparte de él, Héctor Lomónaco, de la Unión Cívica Radical (UCR), que obtuvo el 27,15% de los votos, y Luis F. Bobbio, del Partido Demócrata Nacional (PDN), que obtuvo el 11,59%. Esto diferenció enormemente estas elecciones de las anteriores, en las cuales el número de fórmulas fue de siete.

## Resultados

### Gobernador y vicegobernador
|  | 61,25 % |

|  | 27,15 % |

|  | 11,59 % |

|  | 96,86 % |

|  | 3,14 % |

|  | 100 % |

|  | 65,31 % |